# Вербянський Іван Прокопович
Вербянський Іван Прокопович (? — 2005) — майстер бандури.
У Мельниці-Подільській була створена майстерня для виробництва народних інструментів. В майстерні виробляв бандури майстер Іван Прокопович Вербянський. Бандури Вербянського київського типу які виробляв майстер відрізнялися від інших. Вони мали форму та розставлення струн подібно до Чернігівської бандури але коряк був склеєний з кусочків так як у Львівських бандурах. На відміну від Львівських бандур клепки були зроблені з верби а не з клена. Інструменти були звучні і мали приємний звук і вигляд але у зв'язку з тим що інструменти не мали механічне переключення, інструменти не мали великого попиту між професійних виконавців. За те в діаспорі, особливо в Канаді та в США інструменти були дуже популярні.
1991 року на пропозицію Віктора Мішалова Іван Вербянський почав виробляти бандури харківського типу по кресленнях та формах харківських бандур братів Гончаренків з деякими удосконалення для Канадської Капели бандуристів. Інструменти мали склеєний коряк з клепок верби і мали надзвичайний приємний насичений тембр. Спочатку були зроблені діатонічні інструменти без механіки, а потім із механікою. Пізніше були зроблені хроматичні бандури без механіки та з механікою та дитячі бандури харківського типу. Всього Вербянський зробив понад 25 інструментів, більшість яких знаходяться в Північній Америці.